# Santiago Rodríguez Vega
Santiago Jesús Rodríguez Vega (Avilés, 24 de diciembre de 1957) es un político español. Fue alcalde de Avilés (Asturias) durante los periodos 1988-1995 y 1999-2007. Desde 2012 es director de la junta del puerto de Avilés.

## Biografía
Nació en la parroquia de Navarro de Avilés en 1957. Es licenciado en Ciencias Económicas y Empresariales por la Universidad de Oviedo y comenzó su vida laboral como empleado de la Caja de Ahorros de Asturias (CAJASTUR) entre 1982 y 1987. Formó parte del Consejo de Administración de Cajastur entre los años 1989 y 1995, y nuevamente entre agosto de 2000 hasta junio de 2007. Durante los años 1988-1995 formó parte de la Comisión Ejecutiva de la Federación Española de Municipios y Provincias. 
En noviembre de 1975 se alista a la división municipal del PSOE en la ciudad, aún en la clandestinidad. En las elecciones municipales de 1979 se presenta en las listas electorales por el PSOE aunque no consigue escaño de concejal. Desde 1983 y hasta 1988 fue concejal del Ayuntamiento de Avilés por el PSOE. Formó parte del gobierno municipal del alcalde Manuel Ponga, siendo Concejal de Hacienda. En 1987 es nombrado teniente de alcalde.
Posteriormente, el 27 de septiembre de 1988 es elegido alcalde de Avilés debido a la dimisión de Manuel Ponga. Pierde la alcaldía en 1995 ante Agustín González Sánchez y pasa a ser líder de la oposición en el Ayuntamiento de Avilés. Sin embargo es de nuevo nombrado alcalde en junio de 1999. Fue reelegido en 2003. De cara las elecciones municipales de 2007, no se presentó a la reelección y fue sustituido en la alcaldía por Pilar Varela, también del PSOE.
En sus 15 años al cargo del consistorio, se hizo cargo de una ciudad en plena reconversión industrial. Fue nombrado Presidente de la Autoridad Portuaria de Avilés en julio de 2012.